# Неяґава
Неяґа́ва (яп. 寝屋川市, ねやがわし, МФА: [nejagawa ɕi̥]?) — місто в Японії, в префектурі Осака.  Входить до списку особливих міст Японії.   Отримало статус міста 1951 року. Площа становить 24,73 км². Станом на 1 липня 2012 року населення складало 238 654  осіб, густота населення — 9650 осіб/км².     

## Демографія
Згідно з даними перепису населення Японії, населення Неяґава активно збільшувалось до 80-х років, після чого вирівнялось, а з початку 2000-х років почалося незначне скорочування. Станом на 1 жовтня 2020 року населення складало 229 733 осіб, густота населення — 9301 осіб/км².

## Історія
Неяґава отримала статус міста 3 травня 1951 року.

## Міста-побратими
- Сусамі, Японія (1976)
- Newport News, США (1982)
- Оквілл, Канада (1984)
- Лувань, КНР (1994)